# Blancmangé

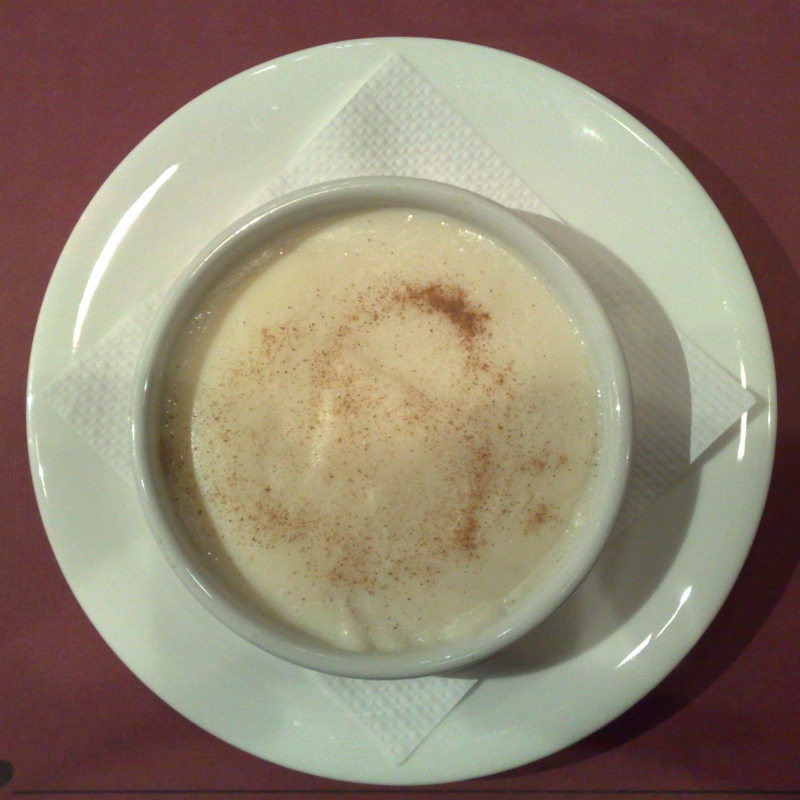
Menjar blanc, en katalansk variant av en blancmangé.

Blancmangé (från franska blanc-manger franskt uttal: [blɑ̃mɑ̃ʒe]) är en efterrätt gjord på mjölk eller grädde med socker, och ett förtjockningsmedel som gelatin, majsstärkelse eller karragenan, ofta smaksatt med vanilj eller mandel. Den serveras ofta i en form och serveras kall. Traditionellt är den vit, men kan även färgas lätt rosa, och liknar panna cotta till konsistensen.
Ursprungligen var blancmangé en medeltida rätt som bestod av kyckling blandad med mjölk eller mandelmjölk med socker och ris och serverades ofta som mat för sjuka.

## Historik
Blancmangéns ursprung är inte helt klarlagt, men historiker anser att den var ett resultat av arabiskt inflytande i och introduktionen av ris och mandel i Europa under tidig medeltid. Det finns dock inga belägg för någon liknande arabisk rätt från den perioden även om rätten mahallabīyah liknar blancmangé. Den fanns runtom i medeltida Europa under en rad lokala namn, till exempel från 1200-talets Danmark som hwit moos ("vitt mos") anglo-normandiska blanc desirree ("vit syrisk [rätt]") eller nederländska calijs (från latinska colare, "sila; filtrera"). Det äldsta kända receptet kommer från en dansk receptsamling sammanställd av Henrik Harpestræng (död 1244) som är daterad till en förlaga som går tillbaks till åtminstone tidigt 1200-tal.
Den medeltida blancmangén, eller "viträtt" som den också kallats, var en rätt som hörde till överklassens kök och var vanlig runt om i Europa under medeltiden fram till tidigmodern tid. Den finns i ett otal variationer i receptsamlingen från hela Europa och finns nämnd i litterära verk som Geoffrey Chaucers Canterburysägnerna. Grundreceptet innehöll mjölk och finfördelad kyckling (oftast kapun), smaksatt med rosenvatten och blandat med rismjöl som lagades till en slät stuvning. På fastedagar användes mandelmjölk eller fisk som ersättning för mjölk och fågel. Den kunde även innehålla kryddor som saffran eller kanel och kycklingen kunde bytas ut mot annan typ av fågel som vaktel eller fälthöns. Kryddor användes flitigt i medeltida recept eftersom de gav prestige och lyx åt en rätt. "Viträtten" förekom i receptsamlingar från hela Europa och som kan betraktas som en av få verkligt internationella rätter under förmodern tid.
Vid festliga tillfällen kunde "viträtten" livas upp genom att färga den: saffran för en rödaktig gyllene ton; örter för grönt; sandelträ för rödbrunt. I Frankrike under 1300-talet var så kallad "parti-färgning", kontrastering med två starka färger, populärt inom klädmode, och inspirerade även till att dekorera mat på liknande sätt. Färgning av "viträtt" i två färger på samma fat beskrevs av Guillaume Tirel (även känd som Taillevent) författaren till de sena upplagorna av den medeltida kokboken ’’Le Viandier’’. "Viträtter" i bjärta färger var tidigt en av de vanligaste formerna av entremet, en mellanrätt som var avsedda lika mycket som underhållning genom sitt färgstarka utseende som för sin smak. Under 1600-talet utvecklades "viträtten" till en pudding på grädde och ägg utan kött, och senare med gelatin för att ge form. Under 1800-talet ingick ofta arrowroot eller majsmjöl och blev till den moderna blancmangén.

## Etymologi
Namnet på rätten kommer från fornfranskans blanc mangier ("vit rätt; vit anrättning"). Termen ’’whitedish’’ ("viträtt") används av vissa historiker, även om namnet historiskt sett var en direkt översättning av den fornfranska termen. En rad lokala eller regionala namn på rätten uppstod under medeltiden:
- engelska: blancmanger, blankmanger, blank maunger, blomanger, blamang
- katalanska: manjar blanch (idag: menjar blanc)
- portugisiska: manjar branco
- italienska: mangiare bianco, blanmangieri, bramangere
- spanska: manjar blanco
- nederländska/flamländska: blanc mengier
- tyska: blamensir
- latin: albus cibus, esus albus

Att den ursprungliga betydelsen är "vit rätt" anses förhållandevis säkert, men vissa medeltida källor är inte helt konsekventa vad gäller rättens färg. Mathistorikern Terence Scully har utifrån detta föreslagit att den ursprungliga betydelsen kan ha varit bland (ungefär "mild; menlös; utan kraftig smak"). Under medeltiden ansågs rättens milda och släta egenskaper vara ett tecken på förfining och särskilt passande för den raffinerade aristokratin, och den var också vara väl lämpad som mat för sjuka.